# (4452) Ullacharles
(4452) Ullacharles est un astéroïde de la ceinture principale.

## Description
(4452) Ullacharles est un astéroïde de la ceinture principale. Il fut découvert le 7 septembre 1988 à Brorfelde par Poul Jensen. Il présente une orbite caractérisée par un demi-grand axe de 2,62 UA, une excentricité de 0,13 et une inclinaison de 14,2° par rapport à l'écliptique.

## Compléments